# 松田博明
松田 博明（まつだ ひろあき、1926年4月20日 - 2003年9月23日）は、日本のアマチュア野球指導者。元近畿大学硬式野球部総監督。大阪府大阪市出身。

## 来歴・人物
大阪市で生まれるが、父親の職業の関係で満州（現中国東北部）の天津市に居住。天津商業学校、海軍少年飛行兵を経て、戦後日本大学に入学、中退して日本大学大阪専門学校（近畿大学の前身）に入学。1948年野球部創設と同時に選手兼監督に就任、学制改革で大学に昇格した近畿大学を卒業。
1957年には近畿大学野球部監督の傍ら指導していた興國商業高等学校野球部監督として第29回選抜高等学校野球大会に出場した。1962年の関西大学野球連合創設に尽力し、その後同学の関西六大学野球連盟（旧連盟）昇格、1982年関西学生野球連盟（同学のほか関西大学、関西学院大学、同志社大学、立命館大学、京都大学）への加盟に道筋をつけた。45年にわたり同学硬式野球部の監督、総監督を務め、リーグ優勝23回、全日本大学野球選手権2連覇を果たした。全日本大学野球連盟常任理事、日本野球連盟選手強化本部委員を務めた。
2003年心不全のため77歳で逝去。

## キャリア・経歴
- 全日本大学野球選手権大会優勝監督
- 全日本大学野球連盟常任理事